# Зіґфрід Людден
Зіґфрід Людден (нім. Siegfried Lüdden; 20 травня 1916, Нойбранденбург — 13 січня 1945, Кіль) — німецький офіцер-підводник, фрегаттен-капітан (18 березня 1945; посмертно). Кавалер Лицарського хреста Залізного хреста.

## Життєпис[4]
10 вересня 1936 року вступив на флот кадетом. Перші роки служив у ВПС.
У квітні 1940 року переведений в підводний флот. Після недовгої служби на підводному човні U-141 займав пост ад'ютанта штабу флотилії.
5 серпня 1942 призначений командиром підводного човна U-188, на якому зробив 3 походи (провівши в морі в цілому 356 діб). Під час першого походу 11 квітня 1943 року потопив британський есмінець «Беверлі». У другому поході зробив плавання в Пенанг, а потім в Сінгапур, де набрав близько 100 тонн стратегічного вантажу і доставив його до Франції в червні 1944 року.
9 серпня 1944 року переведений на берег. Загинув на судні-гуртожитку «Дарессалам» під час пожежі.
Всього за час військових дій Людден потопив 9 судів загальним тоннажністю 50 915 брт і пошкодив 1 судно водотоннажністю 9 977 брт.

## Нагороди[5]
- Медаль «У пам'ять 1 жовтня 1938» (20 грудня 1939)
- Залізний хрест 2-го класу (18 грудня 1941)
- Нагрудний знак підводника (29 грудня 1941)
- Залізний хрест 1-го класу (8 квітня 1942)
- Лицарський хрест Залізного хреста (11 лютого 1944) — як капітан-лейтенант і командир підводного човна U-188.
- Фронтова планка підводника в бронзі (27 вересня 1944)